# Vasilij Vasiljevič Ulrih
Vasilij Vasiljevič Ulrih (rusko Василий Васильевич Ульрих), ruski vojaški sodnik, * 13. julij 1889, † 7. maj 1951.
Bil je pomemben sodnik v Sovjetski zvezi v času Stalina. Predsedoval je nekaj večjim montiranim sodnim procesom v obdobju Stalinovih čistk.

## Življenje
Rodil se je latvijskemu revolucionarju nemškega rodu in ruski plemkinji. Zaradi dejstva, da sta bila oba starša revolucionarja, je bila družina izgnana za pet let v notranje izgnanstvo v sibirski Irkutsk.
Leta 1910 se je Vasilij vrnil v Rigo in pričel s študijem na Riškem politehniškem inštitutu, kjer je diplomiral leta 1914. Kot častnik se je bojeval med prvo svetovno vojno.Po boljševistični revoluciji mu je Lev Trocki omogočil vstop v Čeko. Tam je postal član več vojaških tribunalov in zaradi sloga delovanja prišel v Stalinovo pozornost.
Leta 1926 je postal predsednik Vojaškega kolegija Vrhovnega sodišča Sovjetske zveze (do leta 1948) in v letih 1935−38 je bil tudi namestnik predsednika Vrhovnega sodišča ZSSR. V tej vlogi je izdajal predhodno določene sodbe (večinoma smrtne kazni) v času pred, med in po drugi svetovni vojni.
Leta 1948 je naredil napako v sojenju (namesto, da bi skupino ukrajinskih kmetov obsodil na smrt, jih je izgnal v Sibirijo), zaradi česar je bil razrešen položaja in poslan na Vojaško-pravno fakulteto.
Leta 1950 je bil aretiran in med preiskavo je umrl. Pokopan je na moskovskem pokopališču Novodeviči.

## Odlikovanja
- red Lenina (2x)
- red domovinske vojne
- red rdeče zvezde[4]